# Halisarca korotkovae
Halisarca korotkovae är en svampdjursart som beskrevs av Ereskovsky 2007. Halisarca korotkovae ingår i släktet Halisarca och familjen Halisarcidae. Inga underarter finns listade i Catalogue of Life.